# Ladenbergia ferruginea
Ladenbergia ferruginea  es una especie de planta con flor en la familia de las Rubiaceae.
Es endémica de Perú, donde se encuentra en los bosques lluviosos de las tierras bajas en la orilla de los ríos. 

## Taxonomía
Ladenbergia ferruginea fue descrita por el botánico y pteridólogo estadounidense Paul Carpenter Standley y publicado en Publications of the Field Museum of Natural History, Botanical Series 8(5): 336, en el año 1931.